# Enytus parvicanda
Enytus parvicanda là một loài tò vò trong họ Ichneumonidae.